# André Weßels
André Weßels (Recklinghausen, 21 de octubre de 1981) es un deportista alemán que compitió en esgrima, especialista en la modalidad de florete.
Participó en dos Juegos Olímpicos de Verano, obteniendo una medalla de bronce en Londres 2012, en la prueba por equipos (junto con Sebastian Bachmann, Peter Joppich y Benjamin Kleibrink), y el sexto lugar en Atenas 2004, también en el torneo por equipos.
Ganó cuatro medallas en el Campeonato Mundial de Esgrima entre los años 2002 y 2011, y dos medallas de bronce en el Campeonato Europeo de Esgrima, en los años 2009 y 2012.

## Palmarés internacional
| Juegos Olímpicos   | Juegos Olímpicos      | Juegos Olímpicos  | Juegos Olímpicos    |
| Año                | Lugar                 | Medalla           | Prueba              |
| ------------------ | --------------------- | ----------------- | ------------------- |
| 2012               | Londres (Reino Unido) | Medalla de bronce | Florete por equipos |
| Campeonato Mundial |                       |                   |                     |
| Año                | Lugar                 | Medalla           | Prueba              |
| 2002               | Lisboa (Portugal)     | Medalla de oro    | Florete por equipos |
| 2002               | Lisboa (Portugal)     | Medalla de plata  | Florete individual  |
| 2003               | La Habana (Cuba)      | Medalla de bronce | Florete por equipos |
| 2011               | Catania (Italia)      | Medalla de bronce | Florete por equipos |
| Campeonato Europeo |                       |                   |                     |
| Año                | Lugar                 | Medalla           | Prueba              |
| 2009               | Plovdiv (Bulgaria)    | Medalla de bronce | Florete individual  |
| 2012               | Legnano (Italia)      | Medalla de bronce | Florete por equipos |